# 藤田勝太郎
藤田 勝太郎（ふじた かつたろう、1941年9月14日 - ）は、日本の空手家、実業家。

## 来歴
神奈川県横浜市出身。高校より空手を始め、1958年（昭和33年）4月に、当時新宿にあった錬武会の中央本部である錬武舘に入門。最高師範の玉得博康に師事し、修行をする。また、形の鍛錬の必要性を感じたことから、沖縄空手道協会会長の儀間真謹にも師事。サイや棒術等の武器術を修得する。
1971年（昭和46年）、福島県福島市に道場を開き、毎日昼12時から夜9時まで空手を指導する生活を開始。ここで育った門下生を中心に、全日本空手道連盟錬武会の傘下団体である全日本松涛流空手道連盟藤田会を結成。福島県と茨城県を中心に北は岩手県、南は鹿児島県の全国に支部を展開する。
また、後に不動産業を営み、株式会社日本通商の代表取締役に就任。2012年（平成24年）旭日双光章を叙勲される。

## 人物
- 全日本空手道連盟錬武会では範士八段で相談役を務める。
- 全日本松涛流空手道連盟藤田会会長であり、松涛流八段である。
- 株式会社日本通商の代表取締役社長であり、社団法人福島県宅地建物取引業協会の会長、公益社団法人全国宅地建物取引業協会連合会では元常任理事である。
- 2012年、旭日双光章叙勲。

## 参考資料
- 月刊空手道2012年10月号　「防具付空手道の開拓者　一撃必殺錬武会」
- 全日本松涛流空手道連盟藤田会
- 社団法人福島県宅地建物取引業協会